# Agrippa (filosoof)
Agrippa was een sceptische filosoof die waarschijnlijk leefde aan het einde van de 1e eeuw v.Chr. Aan hem worden de "Vijf tropen" of "vijf gronden van twijfel" (Pente Tropoi) toegeschreven die de basis vormen voor de sceptische theorie die de mogelijkheid van echte kennis ontkent.

## De vijf tropen
De tropen worden gegeven bij Sextus Empiricus, in diens Grondslagen van het Pyrrhonisme. Volgens Sextus zijn ze enkel toe te schrijven "aan de meer recente sceptici". Diogenes Laërtius schrijft ze echter toe aan Agrippa. 
De vijf tropen zijn: 
- Meningsverschil
- Regressus ad infinitum
- Relatie of verhouding
- Veronderstelling
- Circulariteit

Het kan echter aangehaald worden dat het eerste en het derde principe afgeleid zijn van de principes die reeds door Pyrrho gegeven worden. De andere drie principes zouden gezien kunnen worden als een poging om de theorie van het scepticisme te vertalen naar meer abstracte principes. 

### Verklaring van de tropen
[165]In overeenstemming met de modus die afgeleid is van het dispuut, komen we tot de conclusie dat er onbeslisbare meningsverschillen over de onderhavige materie bestaan, zowel in het dagelijkse leven als bij de filosofen. Daardoor zijn we niet in de mogelijkheid om te kiezen of om iets uit te sluiten en rest ons enkel het opschorten van onze oordelen. [166] In de modus afgeleid van de oneindige regressus, zeggen we dat wat naar voren wordt gebracht als een bron van overtuiging ten aanzien van de onderhavige materie, zelf ook een andere soortgelijke bron nodig heeft, die op zijn beurt weer een andere nodig heeft en zo tot in het oneindige, zodat dat we geen punt hebben van waaruit we iets kunnen bevestigen en bijgevolg volgt een opschorting van alle oordelen. [167] In de modus afgeleid van relativiteit, zoals we hierboven hebben gezegd, verschijnt het bestaande object op een bepaalde manier in verhouding tot het subject dat oordeelt en tot de dingen die het object omringen, maar we schorten onze oordelen op over wat de eigen natuur ervan betreft. [168] We hebben de modus met betrekking tot de veronderstelling, wanneer de Dogmatici, die teruggeworpen worden ad infinitum, vanuit iets beginnen dat zij niet bevestigen, maar waarvan zij de aanname claimen, eenvoudig en zonder bewijs van betrouwbaarheid. [169] De wederkerige modus doet zich voor wanneer datgene dat bevestigend zou moeten zijn voor het bestudeerde object overtuigend gemaakt moet worden door dit bestudeerde object; dan, wanneer het onmogelijk is om het ene te nemen om het andere te bevestigen, moeten we onze oordelen opschorten over beide. "
— Sextus Empiricus - Grondslagen van het Pyrrhonisme

Volgens Victor Brochard in zijn werk The Greek Skeptics, kunnen "De vijf tropen beschouwd worden als de meest radicale en meest precieze formulering van het scepticisme die ooit gegeven werd. In zeker opzicht zijn ze ook in het heden nog onvermijdbaar"